# (5711) Eneïev
(5711) Eneïev, désignation internationale (5711) Eneev, est un astéroïde de la ceinture principale.

## Description
(5711) Eneïev est un astéroïde de la ceinture principale. Il fut découvert par Lioudmila Tchernykh le 27 septembre 1978 à l'observatoire d'astrophysique de Crimée. Il présente une orbite caractérisée par un demi-grand axe de 3,93 UA, une excentricité de 0,263 et une inclinaison de 6,37° par rapport à l'écliptique.
Il fut nommé en hommage au russe Timour Magometovitch Eneïev (en), né en 1924, mathématicien appliqué et mécanicien céleste à l'Institut de mathématiques appliquées Keldych.

## Compléments